# رود الوسجرد
رود الوسُجرد یا الوسُگرد از بزرگ‌ترین درهٔ رشته کوه الوند بنام دره مرادبیگ یا ولاشگرد قدیم در جنوب شهر همدان سرچشمه می‌گیرد. این رود از آب شده برف‌ها و آب چشمه‌های فراوان تشکیل می‌شود، مسیری جنوبی، شمالی دارد و در شیب نسبتاً تندی جاری است و پس از گذشتن از دره به سوی شهر روان می‌گردد و از وسط شهر از سمت جنوب و مشرق تپه هگمتانه می‌گذرد و به اراضی شمالی خارج شهر می‌رسد. در اراضی جلگه‌ای شهرستان همدان با پیوستن رودهای متعدد به آن، سرانجام به رود قره‌چای می‌ریزد.
نام الوسجرد هم در اسناد دولتی آمده و هم بر زبان مردم جاری است. این واژه از نام جاهای دوران پارتی است و به احتمال قریب به یقین از نام روستایی که در دوران‌های گذشته در آنجا بوده، گرفته شده‌است.